# 叉尾髯海鯰
叉尾髯海鯰為輻鰭魚綱鯰形目海鯰科的其中一種，分布於西南大西洋南美洲南部半鹹水域、海域，體長可達35公分，棲息在底層水域，屬肉食性，可作為食用魚。

## 擴展閱讀
維基物種上的相關：叉尾髯海鯰